# Gat munchkin

El gat munchkin és una raça de gat creada per una mutació genètica natural que dona lloc a gats amb potes més curtes del normal. No obstant això, la poca longitud de les seves potes no sembla interferir amb les seves habilitats a l'hora de córrer i saltar.
El gen responsable ha estat comparat amb l'adjudicat a Corgis de Gal·les, Basset Hound i Dachshunds (races de gos) per la seva baixa alçada, però, els Munchkins no pateixen dels molts problemes de la columna vertebral que s'associen típicament amb aquestes races canines perquè les columnes vertebrals dels gats són diferents de les dels gossos. La columna vertebral d'un gat Munchkin és generalment indistingible de la d'altres gats.

## Història

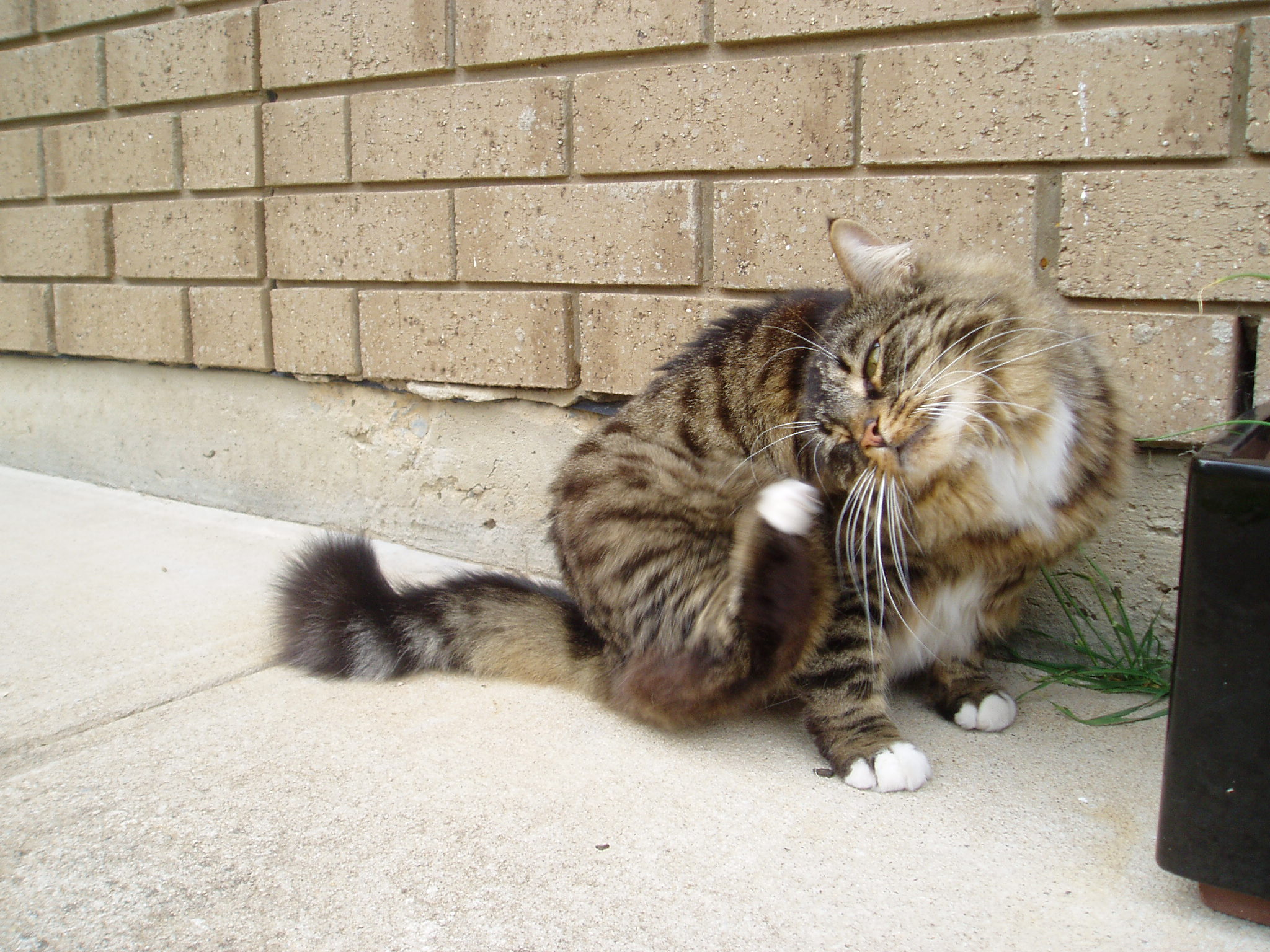
Gat munchkin

Al llarg de la història i al llarg del món s'han anat succeint albiraments de gats amb potes molt curtes, des de Rússia, passant per Alemanya fins a la Gran Bretanya. Una població creixent existia al voltant de mitjans del segle xx, però se'ls va perdre la pista durant i després de la Segona Guerra Mundial.
La raça va ser descoberta en un primer moment per Ellen Kasten a la ciutat de Westbury, Nova York. En créixer en una granja, Kasten va estar particularment inclinada a donar la benvinguda a casa a qualsevol animal. Va nomenar al primer Munchkin "El Petit" a causa de les seves diminutes potetes. No obstant això el gat no es documenta detalladament per la qual cosa es va haver de descobrir novament el 1983.
quan Sandra Hochenedal, professora de música de Louisiana, va trobar dues gates prenyades. Ella es va quedar un dels gats i el va anomenar Blackberry, la meitat dels fills van néixer amb les potes més curtes, a uns els va anomenar babylegs i als de potes normals longlegs. Hochenedal li va donar un fill de Blackberry a un dels seus amics Kay Lafrance, que el va anomenar el gatet de Toulosse. De blackberry i de Toulosse provenen els Munchkin de l'actualitat.
El Munchkin va ser presentat per primera vegada al gran públic el 1991 mitjançant un xou nord-americà televisat per la TICA (The International Cat Association) al Madison Square Garden.
En els anys 80 els criadors Richard Reinke de Phoenixville (Pennsilvània) i la Dra Barbara Eisen d'Allentwon (Nova Jersey), amics de Sandra Hochenedal, van criar babylegs i longlegs.
No va ser fins al 1990 quan van arribar a mans del genetista Dr Pflueger Telling, que va ser cridat al xou Good Morning Amèrica per presentar aquests gats al món.
Han passat molts problemes donada la seva peculiaritat la raça ha tingut molta controvèrsia, se sospitava que poguessin patir malalties que afectin la columna vertebral com ha passat amb les races de gossos dachshund. El Dr Pflueger va portar un estudi de la raça abans de la seva acceptació a la TICA i no només va veure en el Munchkin una raça viable i amb capacitat d'executar salts i piruetes, no envegen a cap raça amb potes llargues, sinó que a més el Dr Pflueger es va enamorar de la raça i el seu caràcter i es va convertir en criador de munchkins.

## Característiques

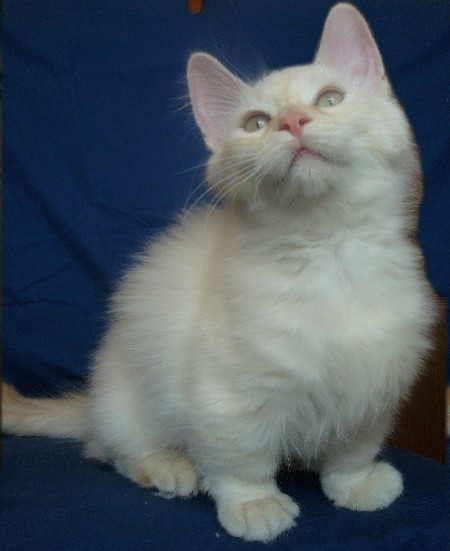
Gat munchkin

El Munchkin és un petit gat de mida mitjana amb un moderat tipus de cos. El mascle Munchkin normalment pesa entre 3-4 kg i és generalment més gran que la femella Munchkin, que normalment pesa entre 2-3 kg. Les potes curtes del Munchkin poden ser lleugerament inclinades, encara que una excessiva inclinació és una desqualificació en el ring. Les potes posteriors poden ser lleugerament més llargues que la part davantera. El cos del gat Munchkin és de mida mitjana amb un nivell de columna amb un lleuger augment des de l'espatlla fins al maluc. La TICA separa la raça en dos grups per la longitud del pèl: Munchkin i Munchkin de pèl llarg. La varietat de pèl curt té una capa mitjana de luxe, mentre que el de pèl llarg té un pelatge sedós semi-llarg. El Munchkin és de tots els colors i patrons. Aquesta varietat prové del programa de l'encreuament, que permet l'ús de qualsevol gat domèstic que encara no pertany a una raça reconeguda. La similitud amb altres races és motiu de desqualificació.